# Ralph Crafoord (1905–1990)
Patrik Ralph Georg Crafoord, född 14 juli 1905 i Göteborg, död 1990 i Skerike församling, var en svensk bibliotekschef.

## Biografi
Crafoord var son till sjökaptenen James Patrik Balcarras Crafoord och Matilda Charlotta (Mathis) Lundquist. Han tog studentexamen i Göteborg 1924, och studerade vid Artilleriofficersskolan 1928. Crafoord var tjänsteman vid Norrahammars bruk 1934, bibliotekarie vid Husqvarna vapenfabrik AB 1946, bibliotekschef vid AB Svenska metallverken Västeråsverken från 1954.
Han var styrelseledamot av Tekniska litteratursällskapet 1956, ledamot av Ingenjörsvetenskapsakademiens korrosionsnämnd 1959, Centre Internatational de Développement de l’Aluminium (CIDA) sous commiss documentation 1958 (vice president 1962). Ref för Corrosion Abstracts från 1959, Aluminium Abstracts från 1963. Han skrev uppsatser och recensioner i Tidskrift för dokumentation.
Crafoord gifte sig 1935 med Alfhild Utbult (1910–1996), dotter till sjökaptenen C A Utbult och Ester Pettersson. Han var far till Ralph-Jacob (född 1936), Görel (född 1939) och Eva (född 1942). Ralph Crafoord är gravsatt i minneslunden på Wallinska kyrkogården i Västerås.

## Utmärkelser
- Pistolskyttekrets guldmedalj (PistskmG) [2]